# Régiment de Maine (1775)
Pour les articles homonymes, voir Régiment de Maine.
Le régiment de Maine est un régiment d’infanterie du royaume de France créé en 1775 devenu à la Révolution le 28e régiment d'infanterie de ligne.

## Création et différentes dénominations
- 26 avril 1775 : création du régiment de Maine à partir des 2e et 4e bataillons du régiment de Lyonnais
- 1er janvier 1791 : À la Révolution, tous les régiments prennent un nom composé du nom de leur arme avec un numéro d’ordre donné selon leur ancienneté. Le régiment de Maine devient le 28e régiment d'infanterie de ligne (ci-devant Maine).

## Historique

### Colonels et mestres de camp
- 26 avril 1775 : Roger Valentin, comte de Clarac[1]
- 1er janvier 1784 : Antoine Charles Gabriel Bernard de Montessus, comte de Rully, † 19 avril 1790
- 25 juillet 1791 : François Charles Le Prestre de Théméricourt de Jaucourt
- 31 janvier 1793 : Claude d’Heran

### Campagnes et batailles
Le 6 avril 1784, le régiment est envoyé en Corse. Pendant la Révolution française, le 5 novembre 1789, une révolte éclate à Bastia : deux hommes sont tués, un capitaine et deux soldats blessés. La paix se rétablit mais, le 17 avril 1790, une nouvelle agitation survient sur la rumeur que le régiment allait quitter l'île ; le comte de Rully, colonel du régiment, aggrave la tension par des paroles insultantes et s'oppose à la Garde nationale. Le 19 avril à la citadelle, un officier intervient pour tenter d'apaiser Rully mais celui-ci tire un coup de pistolet sur lui, le manque et blesse une passante ; le général vicomte de Barrin veut retirer son commandement à Rully mais trop tard pour apaiser les esprits : une émeute éclate, les habitants assiègent la maison où s'est réfugié Rully et le tuent ; quatre officiers et cinq soldats sont blessés. Le régiment quitte l'île en mai 1791 pour aller à Toulon puis à Draguignan. 
Le 1er janvier 1791, lors de la réorganisation des corps d'infanterie, tous les régiments prennent un nom composé du nom de leur arme avec un numéro d’ordre donné selon leur ancienneté. Le régiment de Maine devient le 28e régiment d'infanterie de ligne (ci-devant Maine).

## Équipement

### Drapeaux

Drapeau d’ordonnance
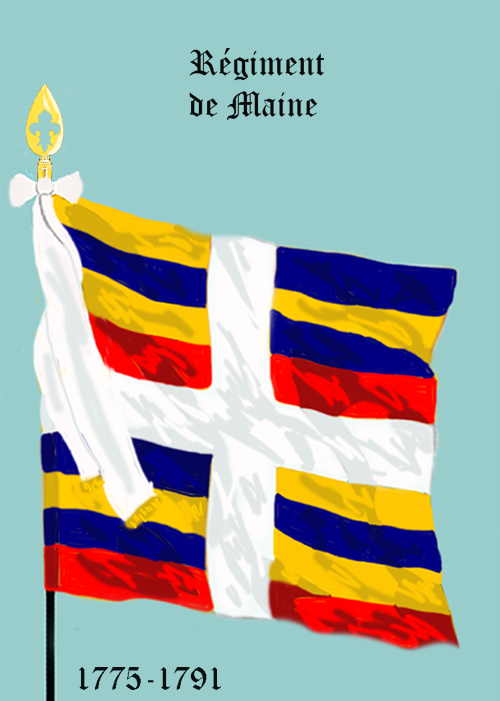
régiment de Maine de 1775 à 1791

### Habillement

Uniformes
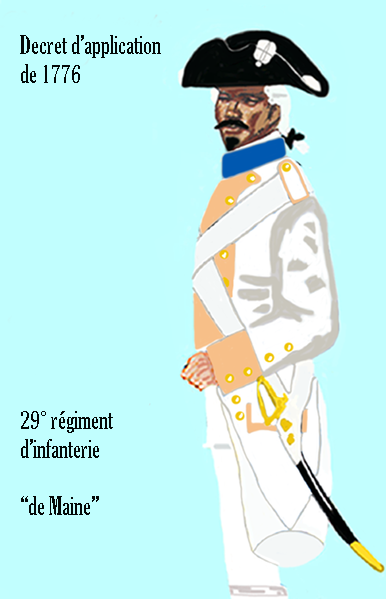
régiment de Maine de 1776 à 1779
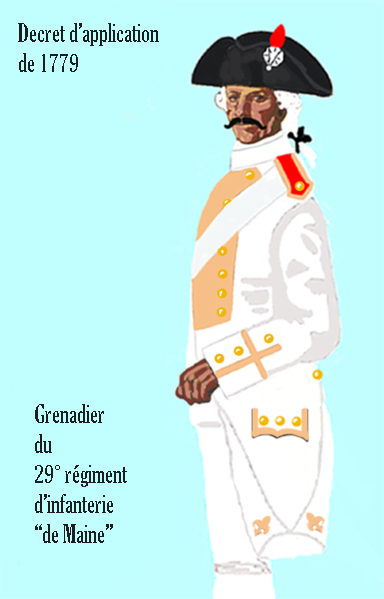
régiment de Maine de 1779 à 1791
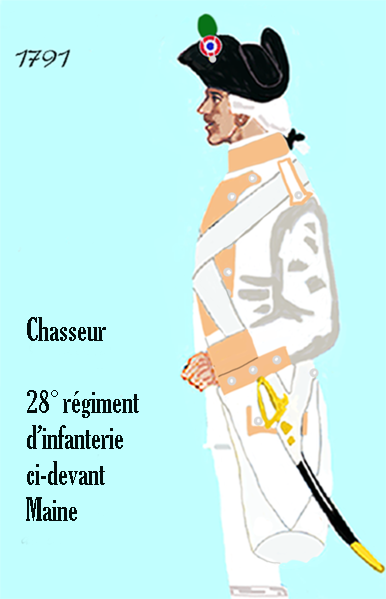
28e régiment d'infanterie de ligne de 1791 à 1795

## Personnalités
- Jean Florimond Gougelot, alors adjudant.